# Potamotrygon limai
Potamotrygon limai (лат.) — недавно открытый вид скатов рода речных хвостоколов одноимённого семейства из отряда хвостоколообразных скатов. Обитает в тропических водах бассейнах рек Бразилии, Южная Америка. Максимальная зарегистрированная ширина диска 64,8 см. Грудные плавники этих скатов образуют округлый диск, длина которого слегка превышает ширину. Спинные и хвостовой плавники отсутствуют. В средней части хвостового стебля расположен ядовитый шип.

## Таксономия
Впервые вид был научно описан в 2014 году. Вид назван в честь бразильского ихтиолога Жозе Лима де Фигуэйредо, известного как Зе Лима, за его вклад в изучение рыб Южной Америки. Голотип представляет собой взрослого самца длиной, ширина диска 49,8, пойманного в бассейне реки Жамари (9°04′33″ ю. ш. 63°18′17″ з. д.), Бразилия. Паратипы: взрослый самец, ширина диска 34,9 см и неполовозрелые самец и самка, ширина диска 35,6 см, пойманные там же.

## Ареал
Potamotrygon limai обитают в Южной Америке, в тропических водах рек штата Рондония на территории Бразилии.

## Описание
Широкие грудные плавники речных Potamotrygon limai срастаются с головой и образуют овальный диск, длина которого составляет 98—107,8 % ширины. Передняя часть диска выгнута, диск приплюснут в дорсовентральном направлении. Спинные плавники и хвостовой плавник отсутствуют. Позади маленьких овальных глаз расположены брызгальца, которые превышают их размер в 2—2,5 раза. Брызгальца имеют форму овала или трапеции. Головная область составляет около 1/3 длины диска. Расстояние между глазами равно 14,3—17,4 %, а между брызгальцами 15—19,2 % ширины диска. Между ноздрями имеется лоскут кожи, частично прикрывающий рот, задние края лоскута сморщены. Длина небольшого рта не превышает 7—10,8 % ширины диска и примерно равна расстоянию между ноздрями. Губные складки отсутствуют. На дне ротовой полости расположено 5 пальцевидных отростков. Расстояние между первыми жаберными щелями составляет 22,8—29,2 %, а между последними 16,6—21,7 % ширины диска. Брюшные плавники закруглены и лишь слегка выступают сзади из-под диска, их ширина приблизительно равна 47,8—62,6 % ширины диска. На вентральной стороне диска расположены ноздри и 5 пар жаберных щелей. Зубы мелкие и многочисленные. Число зубных рядов на обеих челюстях колеблется от 36 до 48. У взрослых самцов зубы более заострённые по сравнению с неполовозрелыми особями и взрослыми самками. На дорсальной поверхности хвостового стебля имеется ядовитый шип. Каждые 6—12 месяцев он обламывается и на его месте вырастает новый. У основания шипа расположены железы, вырабатывающие яд, который распространяется по продольным канавкам. В обычном состоянии шип покоится в углублении из плоти, наполненном слизью и ядом.
От прочих речных хвостоколовPotamotrygon limai отличаются коричневой окраской дорсальной поверхности диска, по которой разбросаны многочисленные бежевые или беловатые пятнышки, образующие небольшие концентрические узоры. Глазки отсутствуют. Ростральные чешуйки оканчиваются единичным остриём и имеют основание в виде звезды. Чешуйки, покрывающие центральную и заднюю часть диска, оканчиваются звёздчатым остриём. Вдоль центральной линии хвостового стебля на дорсальной поверхности пролегает два или три ряда крючковидных шипов. Довольно короткий хвост составляет 86,3 %, а основание хвоста равно 14,8 % ширины диска. Максимальная зарегистрированная длина 91,4 см, а ширина диска 64,8 см.

## Биология
Вероятно, подобно прочим хвостоколообразным Potamotrygon limai размножаются яйцеживорождением.

## Взаимодействие с человеком
Международный союз охраны природы ещё не оценил статус сохранности данного вида.